# Cerithiopsis jeffreysi
Cerithiopsis jeffreysi är en snäckart som beskrevs av Watson 1885. Cerithiopsis jeffreysi ingår i släktet Cerithiopsis och familjen Cerithiopsidae. Inga underarter finns listade i Catalogue of Life.

## Bildgalleri

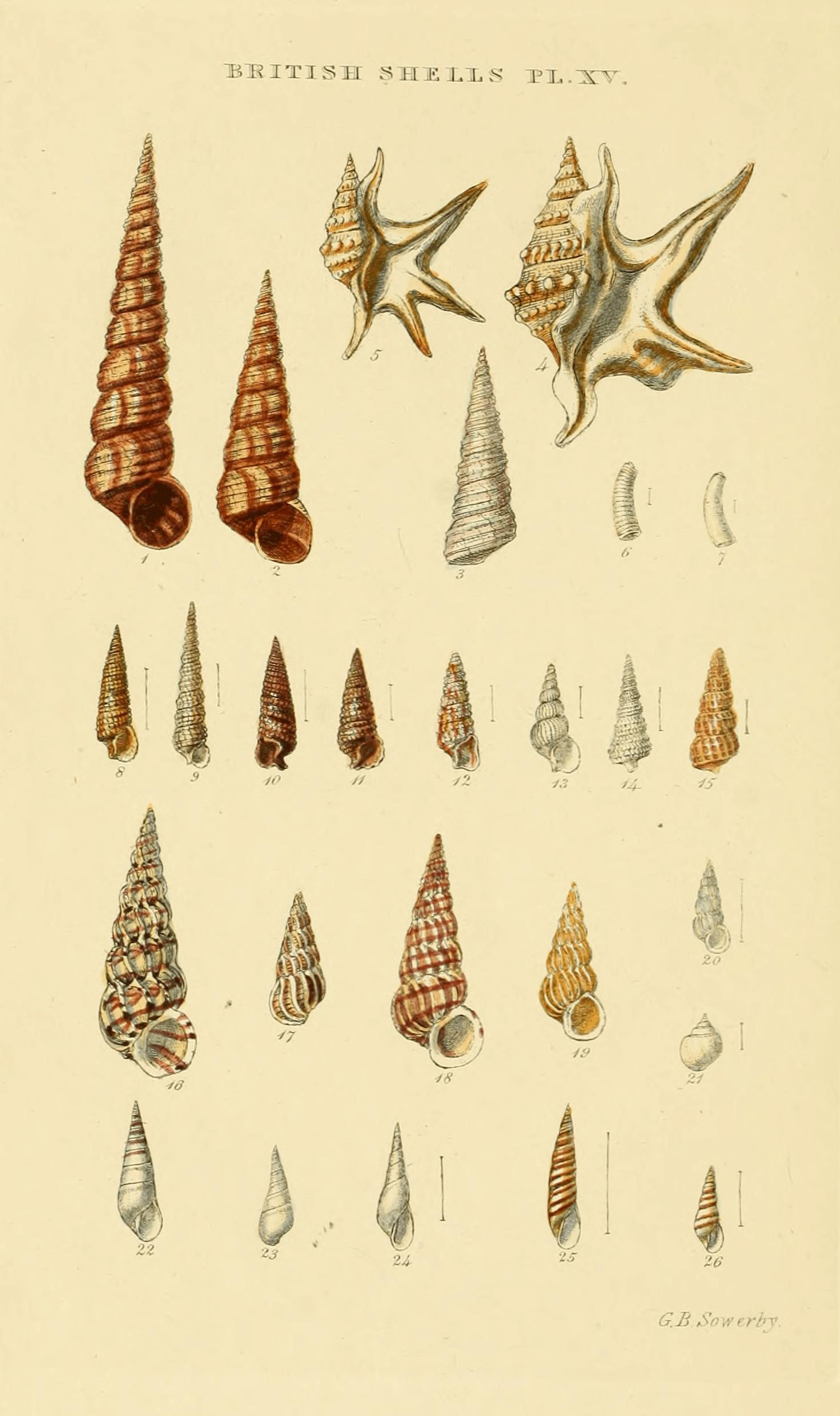